# İlhan Mansız
İlhan Mansız (Kempten, Baviera, 17 de agosto de 1975) es un exfutbolista turco nacido en Alemania que jugaba como delantero y se destacó principalmente jugando para el Beşiktaş y para la selección de Turquía. Es curiosamente conocido a nivel mundial por el sombrerito que le hace a Roberto Carlos en el Mundial de Corea y Japón 2002 más que por su trayectoria. Mansiz se retiró de la actividad profesional en junio de 2006 cuando tenía solo 31 años de edad al no poder superar una lesión en la rodilla.

## Trayectoria
Mansiz comenzó a jugar al fútbol profesional en el Samsunspor turco en 1998. Durante la temporada 1999-00 se desempeñó en el Gençlerbirliği para regresar al Samsunspor en la temporada siguiente. En 2001 el delantero tuvo la oportunidad de jugar en uno de los clubes más importantes de su país, el Beşiktaş JK, con el cual logró un tercer puesto en la Superliga de Turquía siendo además el máximo goleador de la competición. En la temporada posterior a la Copa del Mundo (2002-03) ganó el título de liga con el Beşiktaş.
En 2004 Mansiz firmó para el Vissel Kobe de la J1 League japonesa donde estuvo hasta 2005. Luego de su paso por Japón se sumó al Hertha de Berlín de Alemania pero por culpa de una lesión de rodilla no pudo jugar ningún partido y su contrato fue rescindido. Mansiz terminó su carrera en el Ankaragücü donde jugó una temporada.
Mansiz ha sido apodado el "Beckham turco" porque, al igual que el jugador inglés, se preocupaba mucho por su imagen y era idolatrado por las fanáticas mujeres.
En 2008 se dedicó al patinaje sobre hielo y hasta hoy conserva la profesión.

## Selección nacional
Mansiz jugó en total 21 partidos con la selección de fútbol de Turquía convirtiendo 7 goles. Debutó con el seleccionado en la Clasificación de UEFA para la Copa Mundial de Fútbol de 2002 ante Moldavia en 2001. En la Copa Mundial de Fútbol de 2002 anotó 3 goles, siendo el máximo anotador de su equipo a pesar de ser suplente. Entró desde el banco en 6 partidos y fue titular en la definición del tercer puesto. El delantero convirtió el gol de oro en el partido de cuartos de final ante Senegal luego de haber ingresado en reemplazo de Hakan Şükür. En el partido por el tercer puesto Mansiz habilitó a Şükür para que éste convirtiera el gol más rápido de la historia de las Copas del Mundo, luego Mansiz anotó 2 goles más. Turquía terminó ganando ese partido 3:2 y obtuvo el tercer lugar del mundial, un logro sin precedentes para el fútbol turco.

### Participaciones en Copas del Mundo
| Mundial                        | Sede                  | Resultado     | Partidos | Goles |
| ------------------------------ | --------------------- | ------------- | -------- | ----- |
| Copa Mundial de Fútbol de 2002 | Corea del Sur y Japón | Tercer puesto | 7        | 3     |

## Clubes
| Club                        | País     | Año       |
| --------------------------- | -------- | --------- |
| Gençlerbirliği              | Turquía  | 1995-1996 |
| SV Türkgücü-Ataspor München | Alemania | 1996-1997 |
| Kuşadası Gençlikspor        | Turquía  | 1997-1998 |
| Samsunspor                  | Turquía  | 1998-2001 |
| Beşiktaş JK                 | Turquía  | 2001-2004 |
| Vissel Kobe                 | Japón    | 2004-2005 |
| Hertha de Berlín            | Alemania | 2005      |
| Ankaragücü                  | Turquía  | 2005-2006 |

## Palmarés

### Campeonatos nacionales
| Título               | Club        | País    | Año       |
| -------------------- | ----------- | ------- | --------- |
| Superliga de Turquía | Beşiktaş JK | Turquía | 2002-2003 |

### Distinciones individuales
| Distinción                          | Año       |
| ----------------------------------- | --------- |
| Goleador de la Superliga de Turquía | 2001-2002 |